# یاکای
یاکای (به صربی: Jakalj) یک منطقهٔ مسکونی در صربستان است که در بایینا باشتا واقع شده‌است. یاکای ۴۷۲ نفر جمعیت دارد.